# 摩拉維亞侯國
摩拉維亞侯國（德語：Markgrafschaft Mähren；捷克語：Markrabství moravské；）是1182年至1918年間存在的神聖羅馬帝國內波希米亞王冠領的領地之一。它由一位侯爵與省議會合作正式管理。它實際上是一個獨立的國家，也隸屬於波希米亞公國（它後來成為了波希米亞王國）。它包括位於當今捷克共和國境內的名為摩拉維亞的歷史地區。